# Ken McIntyre
'Makanda' Ken McIntyre, geboren als Kenneth Arthur McIntyre (Boston, 7 september 1931 - New York, 13 juni 2001), was een Amerikaanse jazzmuzikant (saxofoon, klarinet, hobo, piano, fluit), componist, arrangeur, orkestleider en hoogleraar.

## Biografie
Na twee jaar militaire dienst in de United States Army, voltooide McIntyre zijn studies met de bachelor in muziekcompositie aan het Boston Conservatory in 1958. In 1975 verwierf hij nog de doctortitel (Doctor of Education) aan de University of Massachusetts Amherst. Begin jaren 1960 werkte hij o.a. samen met Eric Dolphy, die ook meewerkte op zijn tweede album Looking Ahead (1960). In 1962 ontstond The Year of The Iron Sheep.
Daarna was hij preferent bezig als muziekpedagoog. In 1971 richtte McIntyre het eerste Afro-Amerikaanse muziekprogramma op aan de State University of New York College at Old Westbury, waar hij 24 jaar onderwees. Verder was hij werkzaam aan de Wesleyan University (waar hij opnamen maakte met Richard Harper en samenwerkte met Daoud A. Haroon), aan het Smith College, aan de Central State University en aan The New School for Jazz and Contemporary Music.
Tijdens de jaren 1970 nam hij enkele albums op onder zijn eigen naam voor SteepleChase Records, waarop de muzikanten Kenny Drew sr., Reggie Workman, Jaki Byard en Buster Williams meewerkten. Verder heeft hij samengewerkt met jazzmuzikanten als Nat Adderley, Beaver Harris, Ron Carter, David Murray en met het Ethnic Heritage Ensemble en met Charlie Haden en diens Liberation Music Orchestra. McIntyre schreef bovendien meer dan 400 composities en ongeveer 200 arrangementen. Verder deed hij als jazzvorser onderzoek naar de wortels van Afro-Amerikaanse jazzculturen in het Caraïbisch Gebied en in Afrika, over blues, jazz en calypso. Zijn collectie bevindt zich tegenwoordig in de Library of Congress.

## Privéleven en overlijden
Tijdens begin jaren 1990 wijzigde hij zijn naam in 'Makanda' Ken McIntyre. In 1996 ging hij met pensioen en overleed in juni 2001 op 69-jarige leeftijd in New York.

## Discografie

### Als leader
- 1960: Stone Blues (Prestige Records)
- 1960: Looking Ahead (Prestige Records) met Dolphy, Walter Bishop jr., Sam Jones, Art Taylor
- 1962-1963: The Complete United Artists Sessions (Blue Note Records) met Jaki Byard, Ahmed Abdul-Malik, Ron Carter, Louis Hayes, Ben Riley, Warren Smith
- 1974: Hindsight (SteepleChase Records) met Kenny Drew, Bo Stief, Alex Riel
- 1975: Home (SC) met Reggie Workman, Jaki Byard
- 1975: Open Horizon (SC) met Kenny Drew sr., Buster Williams
- 1976: Introducing the Vibrations (SC) met Richard Harper
- 1978: Chasing the Sun (SC) met Beaver Harris

### Als sideman
- 1966: Cecil Taylor: Open Structure (Blue Note Records)
- 1976: Nat Adderley: Don’t Look Back (SteepleChase Records)
- 1990: Liberation Music Orchestra, Dream Keeper (Blue Note Records)